# Macchi M.71
Macchi M.71 là một loại tàu bay tiêm kích của Ý trong thập niên 1930, do Macchi thiết kế chế tạo.

## Quốc gia sử dụng
- Italy

Regia Marina

## Tính năng kỹ chiến thuật
Dữ liệu lấy từ Italian Civil & Military Aircraft 1930-1945 and The Complete Book of Fighters
Đặc tính tổng quan
- Kíp lái: 1
- Chiều dài: 8,66 m (28 ft 5 in)
- Sải cánh: 11,12 m (36 ft 6 in)
- Chiều cao: 3,12 m (10 ft 3 in)
- Diện tích cánh: 31,901 m2 (343,38 foot vuông)
- Trọng lượng rỗng: 1.260 kg (2.778 lb)
- Trọng lượng có tải: 1.690 kg (3.726 lb)
- Động cơ: 1 × Fiat A.20 , 313 kW (420 hp)

Hiệu suất bay
- Vận tốc cực đại: 256 km/h; 138 kn (159 mph)
- Vận tốc tắt ngưỡng: 80 km/h; 43 kn (50 mph)
- Tầm bay: 700 km; 378 nmi (435 mi)
- Trần bay: 5.998 m (19.680 ft)
- Vận tốc lên cao: 5,9 m/s (1.160 ft/min)

Vũ khí trang bị

- Súng: 2 × súng máy 7,7 mm (0,303 in)